# Lego Monkie Kid
Lego Monkey Kid er en produktlinje produceret af den danske legetøjskoncern LEGO, der blev introduceret i 2020. Temaet er inspireret af Sun Wukong og Rejsen mod Vest.
De første Lego-sæt blev lanceret i maj 2020. og der er siden lanceret flere serier. Derudover er Monkey King også blev fremstillet til BrickHeadz.
Udover dette er der også blevet produceret en animationsserie med to sæsoner.